# Sutekskäija
Albums de Metsatöll
Terast mis hangund me hinge 10218
(2005) Lahinguväljal näeme, raisk!
(2006)
Sutekskäija, EP du groupe de Folk metal estonien Metsatöll est sorti en 2006. Il contient deux morceaux inédits, suivis de trois titres de l'album Hiiekoda enregistrés lors d'une émission sur la radio estonienne R2 Live.

## Liste des titres
| Disque | Disque                      | Disque                                                         | Disque                  | Disque | Disque | Disque | Disque | Disque | Disque |
| No     | Titre                       | Paroles                                                        | Musique                 | Durée  |        |        |        |        |        |
| ------ | --------------------------- | -------------------------------------------------------------- | ----------------------- | ------ | ------ | ------ | ------ | ------ | ------ |
| 1.     | Sutekskäija                 | Markus Rabapagan Teeäär, Raivo KuriRaivo Piirsalu              | Markus Rabapagan Teeäär | 3:41   |        |        |        |        |        |
| 2.     | Hakkame mehed minema        | Lauri Varulven Õunapuu, Jarek Chalice Kasar, chanson populaire | Lauri Varulven Õunapuu  | 3:52   |        |        |        |        |        |
| 3.     | Hundi loomine (R2 Live)     | Markus Rabapagan Teeäär                                        | Markus Rabapagan Teeäär | 3:51   |        |        |        |        |        |
| 4.     | Sõjahunt (R2 Live)          | Markus Rabapagan Teeäär                                        | Markus Rabapagan Teeäär | 4:21   |        |        |        |        |        |
| 5.     | Saaremaa vägimees (R2 Live) | Lauri Varulven Õunapuu, chanson populaire                      | Lauri Varulven Õunapuu  | 2:25   |        |        |        |        |        |
| 18:10  |                             |                                                                |                         |        |        |        |        |        |        |